# Église Notre-Dame-de-la-Paix de Bonaita
Pour les articles homonymes, voir église Notre-Dame-de-la-Paix.
 (mai 2025).
L'église Notre-Dame-de-la-Paix de Bonaita (en italien : chiesa di Nostra Signora della Pace di Bonaita) est une église située à Bonaita — frazione d'Aggius — dépendant de la paroisse Santa Vittoria d'Aggius, en Sardaigne. L'église est construite en 1947 et inaugurée en 1948.